# يوفان دراغاس

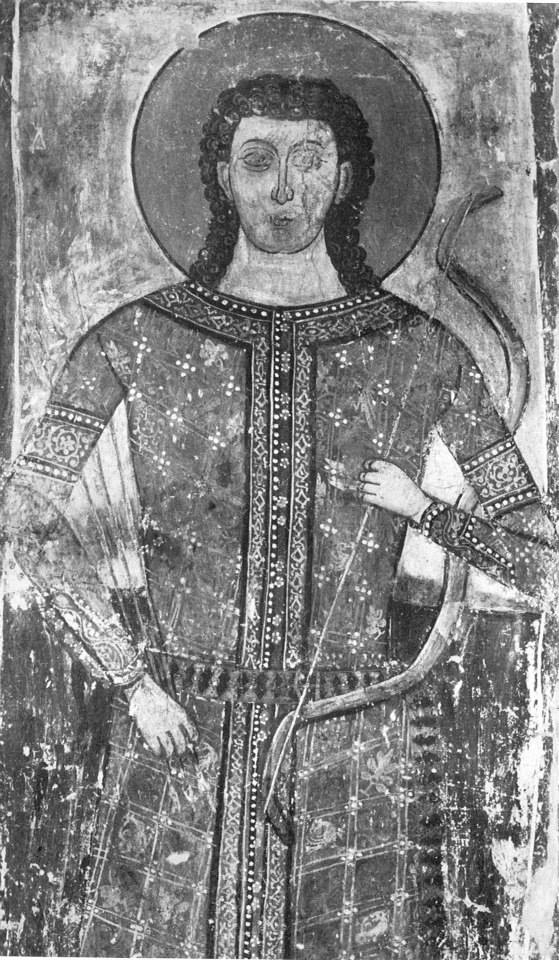
يوفان دراغاس

يوفان دراغاس (1343 - 1378), (أبجدية سيريلية صربية: Јован Дејановић) نبيل و قائد عسكري صربي كان دراغاس تابعا للدولة العثمانية منذ معركة معركة ماريتسا التي حدثت سنة 1371. كان يوفان دراغاس مع شقيقه الأصغر قسطنطين ديجانوفيتش يحكمان كبرى مقاطعات مقدونيا الشرقية تحت الحكم العثماني.